# エル・ロコ
『エル・ロコ』（El Loco）は、アメリカ合衆国のロック・バンド、ZZトップが1981年に発表した7作目のスタジオ・アルバム。

## 背景
ビリー・ギボンズが2013年に語ったところによると、当時バンドと親しかったリンデン・ハドソンという人物の勧めによって、レコードを際立たせるためにシンセサイザーを導入することにしたという。ギボンズ自身は、オープニングからシンセサイザーが多用された「グルーヴィ・リトル・ヒッピー・パド」をお気に入りの曲の一つに挙げており、また「テン・フット・ポール」ではモーグ・シンセサイザーによるベース・ラインが導入されている。

## 反響・評価
アメリカのBillboard 200では17位に達し、1981年10月にはRIAAによってゴールドディスクに認定された。シングル「レイラ」はBillboard Hot 100で77位に達し、『ビルボード』のメインストリーム・ロック・チャートでは「チューブ・スネイク・ブギー」が4位、「真珠の首飾り」が28位に達した。
スウェーデンのアルバム・チャートでは『テハス』（1976年）以来のトップ50入りを果たし、初登場26位となって6週連続でトップ50入りした。また、バンドは本作で『ファンダンゴ!』（1975年）以来6年振りに全英アルバムチャート入りを果たし、最高88位を記録した。
Stephen Thomas Erlewineはオールミュージックにおいて「真珠の首飾り」を本作の最高傑作として挙げ、この曲について「明らかに『イリミネイター』のニュー・ウェイヴ的なブルースロックへ至る方向性を示している」と評している。

## 収録曲
全曲ともビリー・ギボンズ、ダスティ・ヒル、フランク・ベアードの共作。
1. チューブ・スネイク・ブギー "Tube Snake Boogie" – 3:05
2. 君の家へ送りたい "I Wanna Drive You Home" – 4:48
3. テン・フット・ポール "Ten Foot Pole" – 4:23
4. レイラ "Leila" – 3:17
5. ティーズ・ミー "Don't Tease Me" – 4:24
6. イッツ・ソー・ハード "It's So Hard" – 5:11
7. 真珠の首飾り "Pearl Necklace" – 4:07
8. グルーヴィ・リトル・ヒッピー・パド "Groovy Little Hippie Pad" – 2:44
9. ヘヴン、ヘル・オア・ヒューストン "Heaven, Hell or Houston" – 2:33
10. ロックン・ロール・パーティ "Party on the Patio" – 2:50

## 参加ミュージシャン
- ビリー・ギボンズ - ボーカル、 ギター
- ダスティ・ヒル - ボーカル、ベース
- フランク・ベアード - ドラムス、パーカッション